# 2022年ロシアのウクライナ侵攻のタイムライン (2022年9月 - 12月)
2022年ロシアのウクライナ侵攻のタイムライン (2022年9月 - 12月)（2022ねんロシアのウクライナしんこうのタイムライン 2022年9月 - 12月）では、2022年2月24日に開始されたロシアのウクライナ侵攻の経過の2022年9月から12月について述べる。

## 2022年9月

### 9月6日
- 東部ハルキウ近郊にて、ウクライナ陸軍はロシア陸軍に対して反攻作戦を開始[1]。

### 9月7日
- ウクライナ軍のザルジニ―総司令官が国営通信に共同論文『2023年の軍事作戦の展望』を寄稿し、サキ飛行場爆発（8月9日）以降のクリミアのロシア軍基地への攻撃がウクライナのミサイルによるものだったと公表したうえで、ロシアはミサイル戦力で依然優勢であり、戦争が何年も続く可能性を指摘した[2]。

### 9月8日
- アメリカのブリンケン国務長官がキーウを訪問し、ゼレンスキー大統領と会談し、日本円にして4000億円規模の軍事支援を表明し、領土奪還に向けて支える姿勢を強調した[3]。
- アメリカ軍のマーク・ミリー統合参謀本部議長が記者会見を行い、ハイマースでロシア軍の補給路や弾薬供給拠点など400拠点を攻撃し「壊滅的な打撃を与え、継戦能力に直接的なダメージを与えている」との見方を明らかにした[4]。
- ゼレンスキー大統領がロシアに占領されていた東部ハリコフ州バラクリヤ市を奪還したと発表した[5]。
- ウクライナ軍幹部が記者会見を行い、東部ハリコフ州でロシア軍から「20以上の集落を奪還した」と発表した[4]。

### 9月9日
- アメリカのシンクタンク「戦争研究所」は、ウクライナ軍が最近、同州内で約2500平方キロメートルの領土を奪還したとする分析を公表[6]。ウクライナ軍は既にクピャンスク郊外まで達していると指摘し、ウクライナ軍が前進を続け、「今後数日間でイジューム周辺の露軍は孤立する可能性が高い」とした[6]。
- ウクライナメディアの「リビウ・ジャーナル」が、ロシア軍西部軍管区司令官アンドレイ・シチェヴォイ中将とされるロシア人捕虜の映像を公開[7][8]。「キーウ・ポスト」も「ウクライナに配備された部隊の半分を担当するロシアのトップ将軍を捕らえた可能性が高い」「第二次世界大戦以降、捕虜となった最高位のロシア将校となるだろう」と報じた[8]。中将という将軍クラスが捕虜となれば、第二次大戦以来の大戦果となる[7]。ロシア軍はこれまで12人の将官が戦死しており、将官の戦死は非常に稀だが、捕虜となるのは更に稀な事態となる[7]。シチェヴォイ中将の捕虜についてはウクライナ、ロシア双方ともに公式発表はされていない[7]。

### 9月10日
- 複数の米欧メディアが、ウクライナ軍が東部ハリコフ州の要衝イジュームを奪還したと報じた[9]。
- ロシア国防省が、イジュムとバラクレヤに展開していたロシア軍部隊を東部ドネツク州方面に再配置すると発表した[10]。事実上の撤退表明とみられる[10]。ロシア軍が統制の取れていない形で敗走しているとみられ、ロシア軍にとって2022年3月末の首都キーウ周辺からの兵力撤収に次ぐ痛手となる[11]。
- ハルキウ州の幹部が「（ハルキウ州の交通の要所である）クプヤンシクを露軍から解放した」と表明した[12]。
- イギリス国防省は、「露軍はウクライナ軍の反攻に衝撃を受けている」と指摘[6]。ウクライナ軍がハリコフ州の複数の都市を包囲し、州の重要都市イジューム周辺で露軍を孤立させているほか、クピャンスクも奪還する可能性があるとの見方を示した[6]。クピャンスクは最前線である東部ドンバス地域（ドネツク、ルガンスク両州）への補給ルートで、イギリス国防省は「クピャンスクを喪失すれば露軍に大打撃となる」と分析している[6]。

### 9月11日
- ウクライナ軍が、ロシア軍が東部ルハンシク州の補給拠点スバトボから撤退したと発表した[13]。スバトボは、ドネツク州との境界に沿った9月10日時点の前線から40キロほど北に位置し、ロシア軍が前線への補給拠点にしていた[13]。
- ゼレンスキー大統領がビデオ演説で、ウクライナ軍が東部ハルキウ州の反転攻勢で、ロシア軍が占領下で軍事拠点にしていたイジュームなどを奪還したと宣言した[14]。

### 9月12日
- アメリカのブリンケン国務長官は、ウクライナのロシア軍に対する反転攻勢はまだ初期段階だが、ウクライナ軍は「著しい進展」を遂げていると述べた[15]。
- ゼレンスキー大統領が東部や南部についてルクセンブルクの2倍以上の広さに相当する6000平方キロメートル以上の領土を奪還したと明らかにした[16]。
- ウクライナ軍の広報担当者が、ヘルソン州の一部のロシア軍部隊が戦争捕虜の人道的扱いを決めたジュネーブ条約を守る条件で、投降の用意があるとウクライナ軍に伝えてきたとの情報あると語った[17][18]。

### 9月13日
- イギリス国防省は、ウクライナの戦況をめぐり、北東部ハルキウ州から撤退したロシア軍のなかには最精鋭部隊が含まれていたとする分析を公表した[19]。イギリス国防省によると、ハルキウ州から撤退したのはロシアの西部軍管区に属する第一親衛戦車軍[19]。ロシア軍の誇る精鋭部隊の一つで、首都を防衛し、NATO軍と交戦になった場合に反撃を指導する役割を担っている部隊であったが、侵攻初期に大きな打撃を受け、ウクライナ軍の反攻の前に、十分に戦力を回復することができていなかった[19]。英国防省はこの部隊を含む西部軍管区の勢力が劣化したため、ロシア軍の対NATO戦力は著しく弱体化したと指摘[19]。「ロシアが戦力を再建するには何年もかかるだろう」と述べた[19]。
- ロシア軍が対ウクライナの全ての前線で「大規模攻撃」を開始したと発表[20]。
- ウクライナ南部メリトポリの市長は「ロシア軍部隊が市内からクリミア半島に向けて逃走を始めた」と述べた[21]。
- ウクライナ大統領府が、ロシアに再侵略を許さないことを目的にした自国の「安全の保証」に関する作業部会の提案を公表[22]。安全の保証を確約する国際条約からロシアを排除し、自国の中立化も拒否しているのが特徴で、2022年3月末の提案から様変わりしている[22]。

### 9月14日
- ヘルソン州当局者が、ウクライナ軍が州都ヘルソン市から北西約15キロメートルに位置する要衝キセリョフカをロシア軍から奪還したと発表した[23]。
- ゼレンスキー大統領が、ウクライナ軍が9月9日にロシア軍から奪還した北東部ハルキウ州のイジュームを訪問した[24]。
- 首都キーウでゼレンスキー大統領の乗った車に乗用車が衝突する事故が発生[25]。ウクライナ捜査当局は9月15日、衝突について捜査を開始したと発表した[25]。テロの可能性を念頭に置いているとみられる[25]。
- ゼレンスキー大統領およびウクライナ大統領府副長官によると、ロシア軍がクリビーリフに巡航ミサイル8発を撃ち込み、インフレツィ川のダムが損壊して浸水被害が生じた（戦争研究所は下流に架けられた浮橋のウクライナ軍による利用阻止が狙い可能性を指摘）[26][27]。
- ロシア大統領府（クレムリン）は、NATO加盟に向けたウクライナの意欲はロシアの安全保障に対する脅威との見方を示した[28]。
- ロイター通信が、2022年2月のウクライナ侵攻開始前後にロシアのコザク大統領府副長官がウクライナ側と交渉に臨み、NATOに加盟しないとの暫定合意を取り付けてプーチン大統領に受け入れを進言したが、プーチンが拒否して侵攻を進めていたと報じた[29]。複数の関係者の話としている[29]。

### 9月15日
- ウズベキスタンのサマルカンドで開かれた上海協力機構（SCO）首脳会議に合わせてプーチン露大統領が中国最高指導者の習近平と会談し、ウクライナ問題についての「中国側の疑問や懸念を理解している」などと表明[30]。
- イギリス国防省がウクライナ北東部ハルキウ州の大部分から撤退したロシア軍をめぐり、撤退の際に砲撃を中心とするロシア軍の戦い方を支える対砲台レーダーなど貴重な装備品を放棄していったと指摘した[31]。「一部の部隊の無秩序さと局所的な指揮統制の破綻の可能性を浮き彫りにしている」と述べた[31]。

### 9月16日
- 同じくSCO首脳会議に参加したインドの首相ナレンドラ・モディもプーチン露大統領と会談し、「今は戦争の時ではない」と苦言を呈し、ブリンケン米国務長官は同日「世界中の懸念の反映」とモディ首相発言に支持を表明[32]。
- SCO首脳会議後の記者会見でプーチン露大統領は、ウクライナ東部制圧の目標に「修正はない」「ペースは遅いが占領地域は拡大している」「戦果は急がない」などと発言[33]する一方で、「作戦の進め方は軍参謀本部が決めている」とも述べた[34]。

### 9月17日
- アメリカのシンクタンクの戦争研究所が、ロシアがハルキウ、ルハンシク両州に大規模な援軍を出せなかったとして「ウクライナ北東部の大部分で、ロシア軍はウクライナの反攻に対し非常に脆弱な状態になっている」と分析した[35]。
- ゼレンスキー大統領はロシア軍から奪還したハルキウ州の計10カ所以上で、住民らが拷問を受けたとみられる部屋や器具が見つかったことを明らかにした[36]。州検察も拷問用の電気ショック用の器具を押収したと発表している[36]。

### 9月18日
- ウクライナ軍が、ハルキウ州でオスキル川を渡河して東岸の支配権を奪還したと発表[37][38]。
- ハルキウ州で侵攻後初めてロシア軍の最新鋭戦車T-90Mプラルィブの鹵獲が確認された[39]。

### 9月19日
- 『百万本のバラ』を代表曲とするロシアの国民的歌手アーラ・プガチョワ (ロシア語版）が事実上、ウクライナ侵攻を批判するメッセージをSNSに投稿した[40]。
- ロシア軍がミコライウ州にある「南ウクライナ原発」にロケット攻撃を行った[41]。ミサイルは原子炉から300メートル離れたところの敷地内に着弾して大きな爆発があったが、原子炉に被害はなかった[41]。ゼレンスキー大統領はSNSで、原発への攻撃で短時間の停電が発生したと指摘し「ロシアは世界全体を危険にさらしており、我々は手遅れになる前に止めなければならない」と訴えた[41]。
- ハリコフ州イジュームで多数の民間人らの遺体が発見されたことを巡り、ロシアのペスコフ大統領報道官がウクライナ側の発表を「ブチャと同じシナリオであり、うそだ。我々は真実を守っていく」と述べ、ロシア軍の責任を全面的に否定した[42]。「イジュームの集団墓地」を参照。
- ルガンスク州のガイダイ知事が、ウクライナ軍が同州の主要都市リシチャンスク西方約10キロの集落ベロゴロフカをロシア軍から奪還したと発表した[43]。

### 9月20日
- ウクライナ軍参謀本部が、ロシア軍がシリアに駐留する第217空挺部隊を現地からウクライナの戦場へ移す動きを見せていると発表した[44]。

### 9月21日
- プーチン大統領が国営テレビでの演説で、部分的動員令の大統領令への署名を発表するとともに、核兵器使用の可能性と、ロシア軍が占領しているウクライナ東南部でのロシア編入への賛否を問う住民投票への支持を表明[45][46]。予備役30万人の動員[47]。
- ロシアとウクライナが、271人を対象とする捕虜交換を実施した[48][49]。ロシアのウクライナ侵攻開始以降最大の規模で、ロシアからは東部マリウポリで長期にわたりロシア軍に抵抗したアゾフ連隊の司令官と隊員108人を含む205人のウクライナ兵と外国人の雇い兵10人が、ウクライナからはロシア兵55人と、親ロシア派のウクライナ人政治家でオリガルヒのヴィクトル・メドヴェチュクが解放された[48][49][50][51]。今回の捕虜交換はトルコとサウジアラビアが仲介した[49]。解放された司令官5人はロシアとの交戦が終わるまでウクライナに帰還せず、トルコにとどまるのが条件[49]。外国人10人はサウジアラビアに移送された[49]。
- アメリカのバイデン大統領が、国連総会で一般討論演説に臨み、ロシアによるウクライナ侵攻について、領土保全や武力行使禁止などの原則を定めた国連憲章に違反したと強く非難した[52]。
- ショイグ国防相が、国営テレビで放映されたインタビューで、ウクライナ侵攻に伴うロシア側の戦死者が5937人に上ったと明らかにした[53]。ロシア国防省は2022年3月下旬に死者1351人と発表後、更新していなかった[53]。
- ロイター通信の報道で、ロシアと国境を接するラトビア、エストニア、リトアニアのバルト3国、招集拒否を理由にしたロシア人の入国に厳しく対処する方針を示した[54]。ロシア国内での厭戦気分を高める意図があるとみられている[54]。
- ロシア全土で、プーチン大統領が出した部分的動員令への抗議デモが行われ、「人権団体OVD」インフォによると、拘束者は38都市で1400人以上に上った[55]。内訳は首都モスクワと第2の都市サンクトペテルブルクで各500人規模[55]。

### 9月22日
- ロシアのぺスコフ大統領報道官が、息子のニコライの徴兵拒否疑惑について、「発言の一部が切り取られたものだ」としてニコライを擁護した[56]。ロシアの反体制派グループが、徴兵施設の担当者に成り済ましてニコライに電話し、出頭を命令した[56]。ニコライはこれを拒否し、「上のレベルで解決する」などと発言[56]。同氏と通話する様子を収めた映像がSNSで急速に広まっていた[56]。
- ウクライナのゼレンスキー大統領が動画声明で、ロシアのプーチン大統領が出した部分動員令について、反転攻勢に転じたウクライナ軍の強さに「ロシア正規軍が耐えきれず崩壊したことを認めたものだ」とし、全土奪還に向け戦い続ける方針は不変だと宣言した[57]。
- ドイツのナンシー・フェーザー内相は「深刻な弾圧を受ける恐れがある脱走者は原則、ドイツで国際保護を受けることができる」と説明し、部分的動員令から逃れたロシアの脱走者を受け入れる用意があると表明した[58]。
- ロシアのラブロフ外相が、国連安全保障理事会のウクライナに関する会合で欧米の非難を退け、ウクライナが国際法に違反していると主張した[59]。ラブロフはウクライナ軍が「平和なドンバス市民」に対して「違法」な攻撃を行ったと主張[59]。また、ウクライナのゼレンスキー大統領と「キーウ政権」が「人種差別的」で「反ロシア的」な動機による攻撃を行っていると非難した[59]。

### 9月23日
- 東部のドネツクとルガンスク、南部のへルソンとザポロジエの4州のロシア側支配地で「ロシア編入」の賛否を問う住民投票が開始[60]。
- ロシア国防省が、プーチン大統領が9月21日に署名した「部分動員令」について一部の銀行員やIT専門家のほか、報道関係者らの招集を免除すると発表した[61]。
- プーチン大統領の政治運動体「全ロシア人民戦線」がモスクワで愛国主義を打ち出した官製デモを開催した[62]。プーチンは姿を見せなかったが「5万人」（警察発表）を動員した[62]。
- ウクライナ外務省は、ロシアによる攻撃にイラン製武器が使われているとして、イランの駐ウクライナ大使の承認を取り消すと発表した[63]。ロシアへの武器供与は、敵対行為に当たると非難した[63]。イランはロシアに、軍事用の無人機（ドローン）を提供している[63]。
- 国連人権理事会が設置した国際調査委員会のエリック・モーセ委員長が、ロシア軍による処刑や拷問、性的暴行が確認されたとし、「ウクライナで戦争犯罪が行われたと結論づけた」と述べた[64]。モーセが開会中の人権理事会で行った中間報告によると、視察先の16か所で処刑が行われていたことを確認した[64]。犠牲者は事前に拘束され、遺体には頭部への銃創や喉の切り裂かれた傷痕、後ろ手に縛られた痕跡があった[64]。4～82歳の被害者が露軍兵の性的暴行を受けたことも確認された[64]。ウクライナ側によるロシア軍兵士への虐待も2件確認された[64]。

### 9月24日
- ロシアのプーチン大統領が、軍人の自発的な投降などに関する罰則を厳しくした刑法改正を承認した[65]。タス通信によると、今回の改正では自発的に投降した場合の刑罰が追加され、3～10年の懲役刑とした[65]。これを受けて同日ウクライナのゼレンスキー大統領は動画声明で、ロシア兵には投降を促し、投降した場合、ウクライナは国際法を守って接し、投降が自主的だったとは公言しないと約束[66]。「ロシアに戻るのを恐れるなら解決策を見つける」とも訴えた[66]。
- ニューヨーク・タイムズ紙が、プーチン大統領が、ロシア軍現地指揮官によるウクライナ南部ヘルソン市からの撤退要請を拒否したと報じた[67]。
- 国連総会で日、中国、インドの外相が演説し、ウクライナ侵攻を続けるロシアに一定の距離を置く姿勢を示した[68]。一方、ロシアのラブロフ外相は中国が重視する台湾問題をめぐり米国を非難したほか、中印やアフリカ、中南米諸国と会談を重ねるなど世界での孤立回避に腐心している[68]。
- プーチン大統領が、ドミトリー・ブルガコフ国防次官を解任した[69]。ロシア国防省が発表した[69]。ブルガコフ次官は、ウクライナ侵攻におけるロシア軍の物資補給を担当していた[69]。補給の混乱がウクライナ南部などでのロシア軍の苦戦の原因とされているだけに、その責任を問われた可能性がある[69]。
- ゼレンスキー大統領が、アメリカから中距離の地対空ミサイルシステム「NASAMS」を受け取ったことを明らかにした[70]。

### 9月25日
- ウクライナのゼレンスキー大統領はビデオ演説で、ロシアが、併合した南部クリミアで、反ロシア感情の強い先住民族「クリミア・タタール人」の多くを部分的動員の対象にしているとし、「新たなジェノサイド政策だ」と非難した[71]。プーチン政権はこれまでも、クリミア併合に反対するクリミア・タタール人を弾圧してきた[71]。地元人権団体は、クリミアでの招集令状の約9割がクリミア・タタール人に渡されたとし、「クリミア・タタール人はウクライナ国民だ。自分たちの国との戦争に投入され、一掃される可能性がある」と訴えた[71]。

### 9月26日
- イギリス国防省はウクライナ戦況分析で、ロシアによる予備役の部分動員令に関し「招集を受けた初期部隊が軍基地に到着を始めた」との見方を明らかにした[72]。また、経験や戦う意欲に乏しい兵士を前線に送り込むことで、今後一層の人的損害を受けることになると予測した[72]。
- ウクライナ軍参謀本部が、ロシア軍が占領している東部ルハンスク州の一部で、18歳以上のウクライナ人男性にロシア軍への参加を求める招集令状の配布を始めたと表明した[73]。ロシアが占領地域の一方的な併合を前提に、ロシア国内で着手している部分的動員を強化しているものとみられる[73]。占領地での住民の徴兵は国際条約に違反しており、ロシア軍の強引な兵員補充が目立っている[73]。
- ロシアは解任した補給担当のブルガコフ次官の、後任にロシアのウクライナ侵攻後、ウクライナの激戦地マリウポリ制圧を指揮した強硬派、ミジンツェフ大将を任命した[74]。
- アメリカ政府は、ウクライナ向けに11億ドルの追加軍事支援を発表した。高機動ロケット砲システム「ハイマース」18基や弾薬、ドローンシステム、レーダーシステムなどが含まれる[75]。
- プーチン大統領がエドワード・スノーデンにロシア国籍を付与する大統領令に署名[76][77]。

### 9月27日
- ウクライナの親ロシア派がウクライナ東・南部4州の編入計画に絡み、「住民投票」が終了し、暫定結果として編入賛成が「97～98％」に上ったと発表した[78]。タス通信が伝えた[78]。あらかじめ用意した結果とみられ、先進7カ国（G7）が「偽の投票」を無効と見なす中、プーチン大統領は9月30日にも領土編入を強行する見通し[78]。
- カザフスタン内務省の高官は「およそ9万8000人のロシア市民が入国した」と明らかにした[79]。カザフスタンのトカエフ大統領は、ロシアから入国する市民について「彼らは絶望的な状況から国を去ることを余儀なくされていて、安全を守る必要がある」と述べ、動員の不安が広がるロシアを「絶望的な状況」としたうえで、逃げてきた人々を保護する考えを示した[79]。
- 1600以上のロシアのプロパガンダアカウントがFacebookから削除された[80]。

### 9月28日
- 「ルガンスク人民共和国」の指導者レオニード・パセチニクと、ロシアが「ヘルソン州知事」に任命したウラジーミル・サリドの両氏がプーチン大統領に対し、両州を正式に併合するよう要請した[81]。
- ロシアの独立系メディア「メドゥーザ」が、ウクライナ侵攻を巡る部分動員を逃れるためロシアを出国する人が続出する中、市民の不満拡大を懸念するロシア当局が国境を閉鎖できずにいると伝えた[82]。
- アメリカ国務省のプライス報道官は、親ロシア派の勢力がウクライナ東部や南部の支配地域で、大多数がロシアへの編入に賛成したとする結果を一方的に発表したことについて、記者会見で「結果は完全なねつ造だ。ウクライナの人たちの意志ではなく、ロシア政府の意志の表れだ」と強調した[83]。

### 9月29日
- ロシアの予備役兵動員によりフィギュアスケート選手のドミトリー・アリエフ、マカール・イグナトフ、サッカー選手のディニャル・ビリャレトディノフに召集令状が届いた[84][85]。
- 自民党の松野博一官房長官は記者会見で「ウクライナ国内で実施されたロシア編入に向けた『住民投票』と称する行為は、ウクライナの主権と領土の一体性を侵害し、国際法に違反する行為であり、認められてはならず強く非難する」と発言した[83]。
- ウクライナのポドリャク大統領府顧問が、ロシア大統領府が、プーチン大統領が9月30日にウクライナの東部と南部4つの州の併合に関連する式典を開くと発表したことについて、SNSに「クレムリンの見せ物小屋だ。法的には何の意味もない」と投稿してロシア側の動きを批判した[86]。
- 国連のアントニオ・グテーレス事務総長が、ニューヨークの国連本部で記者会見し、武力によってほかの国の領土を併合することは国連憲章と国際法に違反していると指摘した[86]。そのうえで「ロシアは安全保障理事会の常任理事国の一つとして国連憲章を尊重する特別な責任がある。併合のためのいかなる決定も法的な価値を持たず、非難に値する」と強調した[86]。また「国連の目的と原則を侮辱している。現代の世界ではありえない」と述べ、容認されてはならないと指摘した[86]。
- プーチン大統領が、トルコのエルドアン大統領との電話会談を行い、ウクライナの東部と南部の4つの州で強行された「住民投票」だとする活動について「国際法の規範と原則に完全に従い、透明性のある方法で行われた[86]。地域の住民はみずからが決定する権利を行使した」などと説明した[86]。

### 9月30日
- プーチン大統領が、モスクワの大統領府で演説し、東部ドネツク、ルハンスク両州と南部ヘルソン、ザポリージャ両州、4州の併合を宣言した[87]。
- ウクライナのゼレンスキー大統領が、NATOへの加盟を正式に申請すると表明した[88][89]。ロシアによる核兵器使用に対する懸念が強まる中、NATO加盟で抑止力を強化する狙いとみられる[88]。
- ウクライナ軍は、ロシア軍の占領下にある東部ドネツク州の要衝リマンの包囲をほぼ完了したと発表した[90]。リマンはロシア軍の拠点の1つで、ウクライナ軍がハルキウ州の奪還に成功後、次の軍事目標として進軍している[91]。ウクライナ軍は北部、南部、西部の3方向から進軍し、リマンを包囲し、5000人程度のロシア軍部隊が補給路、退却路を絶たれ、孤立しているとみられる[92]。アメリカのシンクタンク「戦争研究所」は、ロシア軍がリマンを喪失した場合、既に全域の制圧を宣言しているルガンスク州の中心都市セベロドネツクやリシチャンスクの支配を維持できなくなる可能性があると指摘した[90]。親ロシア派組織「ドネツク人民共和国」の指導者デニス・プシリンも、ロシアの占領下にある同州北部の要衝リマンのロシア軍がウクライナ軍に一部包囲されていることを認め、前線からの報告は「憂慮すべきもの」だと述べた[93][94]。 リマンは鉄道の重要な分岐点でロシア軍が2022年4月に数週間をかけて占領していた[95]。
- ザポリージャで、人道支援のための民間人の車列にロシア軍の砲撃を加え、少なくとも23人が死亡、28人が負傷した[96]。親ロシア派当局は、攻撃はウクライナ軍によるものだとし、ロシア軍の関与を否定した[96]
- NATOのトルテンベルグ事務総長が、ロシアによる最近の行動はロシア軍が2022年2月にウクライナに侵攻して以来の「最も深刻なエスカレーション」だと述べた[97]。
- トルコ外務省は声明で、ロシアによるウクライナの東・南部4州の併合について「国際法の原則に対する重大な違反だ」と述べ、容認しないと表明した[98]。
- ゼレンスキー大統領が、日本の岸田文雄総理大臣との電話会談でを行った[99]。岸田総理は、ウクライナの主権と領土の保全に対する日本の明確な支持を表明し、ゼレンスキー大統領は謝意を示した[99]。また、これまでに日本側が提供した防弾チョッキや防護服など、殺傷能力のない装備品についても謝意を示したうえで、「完全な勝利まで、重要かつ幅広い支援が継続され、拡大することを望んでいる」とさらなる支援を訴えた[99]。
- ジョージアのズラビシビリ大統領が「偽の住民投票を正式に承認し、強制的な併合の裏付けにしようとしても、正当性がなく、将来性もない」と、ツイッターに投稿し、ロシアを非難した[99]。そのうえで、「こうした重大な国際法違反をわれわれは認めない[99]。ウクライナの領土の一体性を改めて全面的に支持する」と投稿した。ジョージアは2008年に、ロシアの軍事侵攻を受け、一部の地域には今もロシア軍に占領されている[99]。

## 2022年10月

### 10月1日
- ルハンシク州のハイダイ知事が、ウクライナ東部ドネツク州の要衝リマンについて、「ウクライナ軍がロシア側の兵士5000人以上を包囲した」としてウクライナ軍は、リマン奪還に向けて攻勢を強めていると明らかにした。また、リマンにいるロシア軍の兵士らは、投降を願い出たものの上官から認められないでいるとしている[99]。
- 「ドネツク人民共和国」の指導者イーゴリ・ギルキンは、要衝リマンのロシア軍がウクライナ軍に包囲されたことについて、ロシア軍司令部の「プロ意識の低さ」を痛烈に批判した[100]。「なぜ、撤退支援に必要な部隊を投入して撤退路を維持しなかったのか、私には答えが見当たらない」と述べた[100]。
- ロシア国防省がドネツク州の重要拠点リマンに駐屯していたロシア軍が撤退したと明らかにした[101]。ロシアのプーチン大統領は前日、ドネツク州を含むウクライナの東部・南部4州を併合すると一方的に宣言していたが、その翌日にロシア軍が要衝からの撤収を余儀なくされた[101]。インタファクス通信によると、ロシア国防省のコナシェンコフ報道官は「包囲による脅威のため、より有利な戦線へと撤退した」と説明した[101]。
- チェチェン共和国のカディロフ首長は、リマンを防衛していた指揮官を無能だとして、「前線で機関銃を持って戦うべきだ」と痛烈に批判[102]。「個人的な意見」と前置きした上で、「国境地帯での戒厳令の発令や低出力の核兵器の使用まで、より抜本的な対策を講じるべきだ」と主張した[102]。核戦争の危機を煽る発言だが、アメリカのシンクタンク「戦争研究所」は10月1日のレポートの中で、「カディロフの暴言は特に注目に値しない」と冷静な反応だった[102]。その理由を以下のように述べている[102]。カディロフが戦術核の使用を求めたのは、ウクライナ領土をさらなるロシアの支配下に置く「特別軍事作戦」の継続要求と矛盾している可能性が高い[102]。現在のロシア地上軍を構成する疲弊した契約兵、急遽動員された予備役、徴兵、傭兵の混沌とした集合体は、（放射線濃度が高い）核環境では機能し得ないだろう[102]。したがって、ロシアの戦術核兵器の影響を受けた地域はロシア軍にとって通行不能となり、ロシアの進攻を阻む可能性が高い[102]。

### 10月2日
- ゼレンスキー大統領がSNSに動画を投稿し、「リマンから完全に敵を排除した」と述べ、リマンを奪還したことを明らかにした[103]。
- リマン包囲戦でウクライナ軍は、ロシア軍部隊の脱出路となる道路1本をあえて封鎖せず残した[104]。ロシア軍を追いつめて徹底抗戦を決断させるよりも、撤退中のロシア軍に砲撃などを加えた方が自軍の損害がより軽微になると判断したとみられている[104]。事実、10月2日イギリス国防省は、「ロシア軍はリマン撤退時に唯一残った脱出路を使用せざるを得ず、大損害を受けた」と分析[104]。戦略上の要衝であるリマンの喪失で、ロシア軍は目標達成がいっそう困難になると予測した[104]。イギリス国防省はさらに、リマンはプーチン露大統領がロシア編入を宣言したウクライナ4州のうちの一つであるドネツク州に位置するとし、直後のリマンの喪失は「ロシアにとって政治的にも大きな後退だ」とした[104]。
- ゼレンスキー大統領は、ウクライナ軍がヘルソン州の小規模な集落、「アルハンヘルスケ」と「ミロリュビフカ」を解放したと表明した[105]。
- ウクライナ大統領府のアレストビッチ顧問は「プーチン氏が併合式典前にリマン撤退を認めなかったためロシア軍は1500人もの兵を失った」と主張した[106]。リマンは9月29日段階でウクライナ軍に包囲されており、ロシア軍部隊がリマンから撤退できたかは不明[106]。
- ウクライナ軍のチェレワチイ報道官は、ウクライナ軍がリマンから東に約10キロ離れたドネツク州の村トルスケを奪還したと表明した[107]。トルスケはリマンとルハンスク州の都市クレミンナの中間に位置しており、ウクライナ軍はクレミンナで防衛線を築こうとしているロシア軍部隊にも砲撃を加えているという[107]。
- アメリカのシンクタンク「戦争研究所」は「リマンでのロシアの敗北は、クレムリンが効果的かつ公平に部分的な動員を実施できなったことと重なり、ロシアの言論空間に大きな変化をもたらした」としたうえで、今回の撤退について「ロシア軍のキーウやハルキウ州からの撤退以上に混乱と否定的な報道が出てきている」と指摘した[108]。

### 10月3日
- ロシア極東ハバロフスク地方で、新たに徴兵された人員の半数が基準を満たさず、徴兵取り消しとなる事態が発生し、当地のロシア軍兵站担当将校が解任されたと、ハバロフスク地方のミハイル・デグチャレフ知事が明らかにした[109]。ミハイル・デグチャレフ知事はSNSへの投稿で「10日間で数千人が招集令状を受け取り、軍の登録・入隊事務所に出頭した。その約半数は基準を満たさず帰宅させられた」と明かした[109]。
- ロシア政府は西部軍管区のアレクサンダー・ズラブリョフ司令官を解任し、後任にロマン・ベルドニコフ中将を任命した[110]。
- ウクライナ軍は、南部ヘルソン州で、ドニプロ川のロシア軍陣地を突破した[111]。ロシアが任命したヘルソン当局トップのウラジーミル・サルドは、ウクライナ軍は、前線だった地点の南約30キロにある、ドニプロ川沿いの町ドゥドチャニ付近を突破したとした[111]。ウクライナ軍当局もドニプロ川に沿って前進し、複数の村を奪還[112]。南部では開戦以来最大の戦果を挙げたとしている[112]。
- NATOに加盟する中・東欧9カ国の首脳が、ウクライナのNATO加盟申請を支持する共同声明を発表した[113]。声明には、バルト3国とポーランド、チェコ、スロバキア、ルーマニア、北マケドニア、モンテネグロが名を連ねた[113]。

### 10月4日
- ショイグ国防相は部分動員令に署名して以降、20万人超が招集されたと発表した[114]。
- ゼレンスキー大統領が、ウクライナ南部・東部のクリミア、ドネツィク州、ルハンシク州、ザポリージャ州、ヘルソン州に関する、ロシア大統領の大統領令及び関連決定を無効とするウクライナ大統領令に署名した[115]。
- アメリカ政府が、高機動ロケット砲システム「ハイマース」4基、155mm榴弾砲16門や同榴弾砲の砲弾7万5000発、地雷防護性能を持つマックスプロ対地雷装甲車200両などを含む6億2500万ドル（約900億円）の追加軍事支援を行うと発表した[116]。
- イギリスの日刊紙タイムズが、ロシアのプーチン大統領がウクライナとの国境近辺で核実験を計画し、核兵器を使う意志を示そうとしているとの見方があり、NATOが加盟国に警告したと報じた[117]。ロシア国防省で核兵器の管理を担う秘密部門に関連があるとみられる列車がウクライナ方面に向けて動き出したとも報じた[117]。核弾頭を搭載可能な新型原子力魚雷「ポセイドン」を積んだロシアの原子力潜水艦「ベルゴロド」が北極海に向かい、ポセイドンの発射実験に向けた準備が進んでいるとの報道もある[117]。
- ベラルーシのルカシェンコ大統領が、ロシアによるウクライナ侵攻に「われわれは参加している」と認め、一方で「誰も殺していないし、どこにも兵士を送っていない」とも述べた[118]。国営ベルタ通信が伝えた[118]。

### 10月5日
- ロシア政府が、プーチン大統領がウクライナ東・南部4州を併合する「条約」の批准書と関連法に署名したと発表した[119]。
- イギリス国防省は、ウクライナ軍がハルキウ州を流れるオスキル川を越えてロシア側の防衛地帯に最大20キロ進攻し、ルガンスク州スバトボに向かっていると明らかにした[120]。
- アメリカのシンクタンク「戦争研究所」が、「ウクライナ軍の反撃は東部ハルキウ州で終わらず、ルハンシク州西部でも前進している」として、ウクライナ軍がヘルソン州とルハンシク州でそれぞれ優位に立っているという見方を示した[121]。
- ニューヨーク・タイムズが、プーチン大統領の外交政策に影響を与えてきたとされる思想家、アレクサンドル・ドゥーギンの娘でジャーナリストのダリアが2022年8月に車の爆発で死亡した事件について、複数の当局者の話として、アメリカの情報機関はウクライナ政府の一部が爆発物による暗殺計画を許可したとみていると伝えた[121]。また、暗殺計画の標的が実際はドゥーギンだった可能性があるとしている[121]。
- プーチン大統領の最側近の1人で、安全保障会議書記のパトルシェフが「アメリカとイギリスなどはウクライナでの軍事作戦を長引かせている。実質はNATOとの戦いになっている」と述べ、ウクライナに軍事支援を続けるアメリカやイギリスなどとの戦いの構図になっていると指摘した[121]。
- プーチン大統領が、ザポリージャ原子力発電所について、ロシア政府の管理下に置くことを命じる大統領令に署名した[121]。
- チェチェン共和国のラムザン・カディロフ首長が、ロシア軍で3番目に高い上級大将の称号を授与されたと発表した[122]。メッセージアプリのテレグラムにプーチンから「個人的に」決定を知らされたと投稿[122]。自身にとって「大きな名誉」だとした[122]。
- キーウ州のクレバ知事、首都キーウ南方約75キロの都市ビラ・ツェルクヴァに対して、ロシア軍のイラン製無人機「シャハド136」による爆撃が計6回あったと明らかにした[123]。

### 10月6日
- プーチン政権寄りの新聞社タブロイド紙が、ドネツク州の要衝リマンからのロシア軍の退却に関連し、兵員不足、貧弱な連絡系統や司令官の判断ミスが決め手になったとの暴露記事を掲載した[124]。
- ゼレンスキー大統領が、東・南部4州の併合を宣言したロシアが「自衛」名目で核兵器を使用する恐れが指摘されていることについて、「ロシアの指導者は自分の命を愛している[125]。核を使えば自分の命も終わると理解しているはずだ」と述べ、プーチン露大統領は核兵器を使用できないとの認識を示した[125]。
- ロシアが任命したヘルソン州の高官、キリル・ストレモウソフ次官が、ロシアの「軍高官と閣僚」は前線で発生している問題を理解していないとし、「もし自分がこうした状況を許している国防相だったなら、将校として自ら命を絶ったと言う人は多い」と述べ、ショイグ国防相を非難した[126]。
- 国際原子力機関（IAEA）のラファエル・グロッシ事務局長が、ウクライナの首都キーウを訪問し、ウォロディミル・ゼレンスキー大統領と会談した[127]。グロッシは会談後の記者会見で、ロシアが一方的に国有化を宣言した南部のザポリージャ原子力発電所について、「ウクライナの施設だ」と述べ、国有化を認めない考えを強調した[127]。
- ウクライナ軍の関連組織「国民レジスタンスセンター」が、ロシアが一方的な併合を強行した東部ルハンスク州で、地元男性を強制的に動員して最前線に投入し、ウクライナ軍との戦闘に参加させていると指摘した[128]。兵員補充だけでなく、同士打ちをさせてウクライナ人の結束を乱す意図があるとみられている[128]。

### 10月7日
- 2022年のノーベル平和賞に、ウクライナの人権団体「市民自由センター」が、ロシアの人権団体「メモリアル」とベラルーシの人権団体「春（ヴャスナ）」のアレシ・ビリャツィキ代表とともに選ばれた[129][130]。「市民自由センター」はロシアの侵攻後、ウクライナ市民に対するロシアの戦争犯罪を特定し、記録する取り組みを続けている[129][130]。ただし同センターのアレクサンドラ・マトビチュクは翌8日のキーウでの記者会見で「この賞はウクライナ国民に与えられたもの」と喜びを表明しつつ、「兄弟の賞」と呼ぶべきではないとも述べ、ウクライナをロシアやベラルーシと兄弟国扱いすることを批判した[131]。
- ロシア軍東部軍管区のアレクサンドル・チャイコ司令官が解任、新たにルスタム・ムラドフ中将が任命された[132]。ロシア軍は10月3日にも西部軍管区のアレクサンダー・ズラブリョフ司令官が解任されている[132]。
- イギリス国防省は、侵攻開始以降、ウクライナ軍がロシア軍から主力戦車440両以上、装甲車約650両を奪取したとする分析結果を示した[132]。ウクライナ軍が配備している戦車の半数以上が奪取したものである可能性があるという[132]。
- ウクライナ最高会議（議会）が、日本の北方領土について「ロシアの占領下にある」との立場を確認し、領土交渉で日本の立場を支持する決議を可決した[133]。ゼレンスキー大統領は夜のビデオ演説で、「北方領土がロシアの占領下に置かれているが、ロシアにはこれらの領土に何の権利もない」と強調[133][134]。「ロシアが占領し続けようとしている土地を全て奪還しなければならない」と述べ、国内の関連文書に署名したとし、北方領土交渉で日本の立場を支持するよう国際社会に訴えた[133][134]。

### 10月8日
- クリミア大橋爆発が発生した。事件についての声明は発表されておらず[135]、ロシア軍の補給路に影響があると報道されている[136]。ロイター通信によれば、「ウクライナ南部に侵攻するロシア軍の「重要な補給路に打撃を与えた」」と伝えている[137]。また、複数のウクライナのメディアによれば、「背後にウクライナ保安局が関与している」と伝えていて、ウクライナの大統領府長官顧問であるポドリャクは「これが始まりだ。違法なものはすべて破壊されなければならない」とSNSに投稿したものの、これに関してのウクライナ政府の公式な発表はない[138]。
- IAEAのグロッシ事務局長の声明によれば、ザポリージャ原発に接続している送電線が何らかの砲撃で損傷し外部からの電力供給が失われた[139]。その送電線は復旧の作業をしていて、安全に問題はないという[139]。
- ロシアの国防省は「ウクライナでの軍事作戦を指揮する総司令官」にロシアの「空軍・宇宙軍の総司令官」であるセルゲイ・スロヴィキンを任命[140]。9月上旬にロシア軍はウクライナ北東部ハリコフ州から撤退したりと苦戦を強いられているため、司令官を刷新し、軍の立て直しするという意図がある[141]。
- イギリスの国防省は9日(日本時間)、ロシアにとってクリミア大橋はクリミアなどに物資を運ぶ戦略的に重要な補給路だとし、「通行が再開されたことはほぼ確実だが、供給量は大幅に低下する」などと指摘し、ロシア軍の兵力の維持に大きな影響を与える可能性が高いとの見方を示した[142]。

### 10月9日
- ザポリージャにある集合住宅にロシア軍による12発のミサイル攻撃を受け、死傷者が出た[143]。物的被害では、5棟が倒壊し、9階建ての集合住宅に大きな被害が出た[143]。
- ロシアのプーチン大統領はロシアでの重大事件を扱うロシア連邦捜査委員会のバストルイキン委員長から報告を受けた。また、この中でプーチン大統領は「ロシアの極めて重要なインフラの破壊をねらったテロ行為であることは疑いの余地がない。計画の立案者であり、実行者で、黒幕でもあるのは、ウクライナの情報機関だ」と述べ、ウクライナ側によるテロ行為だとする見方を示し、非難した[144]。
- また、独立系メディアによれば、当局が明らかにした51歳のロシア人のトラック運転手が、インターネットで、貨物を受注して運送していたと見られるという[145]。
- アメリカのホワイトハウス国家安全保障会議のジョン・カービー戦略広報調整官はアメリカABCの「ジス・ウィーク」の番組内で、「われわれはウクライナ側とほぼ毎日連絡を取り、安全保障のための支援を続ける方針だ」と述べ、ウクライナに対して、武器の供与を続けることを明らかにした[146]。
- ウクライナの国営原子力企業であるエネルゴアトムとIAEAによれば、ロシアが占拠するザポリージャ（ザポロジエ）原子力発電所において外部の電源が復旧した[147]。

### 10月10日

ロシア軍に攻撃された地域

- キーウのクリチコ市長は10日8時30分にSNS上で「市内の中心部で複数の爆発があった」と明らかにした[148]。その爆発の1時間以上前には空襲警報が鳴っていた[149]。ウクライナのメディアは、現地時間の8時過ぎに「ロシア軍のミサイル攻撃によるとみられる3、4回の爆発が起きた」と伝えた[150]。キーウ市内のホテルの中にいる朝日新聞の記者も、現地時間の8時20分に「少なくとも3回の爆発音が聞こえた」という[151]。最初の爆発音からおよそ1時間後の9時15分に、爆発音が再び聞こえた[148]。この爆発直後の映像によれば、攻撃は広い範囲にわかって行われ、焼け焦げた車からは煙や炎が上がっていた[152]。キーウ市内の中心部にある交差点では、大きな穴が見られ、その近くにあった車は完全に大破したという[153]。キーウの街頭では、複数の車が激しく燃えたため、消防隊員が消火活動をしており、道路には多くの破片が散乱していて、公園と見られる敷地には大きな穴が開いた[148]。内相顧問のゲラシェンコは自身のツイッターアカウントに、遊び場とみられる画像をツイートし「攻撃後のキーウ中心部の子どもの遊び場」と付け加えた[154]。また、このミサイル攻撃による爆発は、キーウ中心部の情報機関・ウクライナ保安局の本部から、数百メートルの場所でも発生した[155]。キーウのクリチコ市長は「重要なインフラが被害を受けた」とテレグラムに投稿している[156]。キーウ市では、地下鉄を停め、市民らに対して、地下シェルターへ避難するように求めた[157]。ドイツ外務省は一連のミサイル攻撃で領事館ビザオフィスが被害を受けたと発表した[158]。ウクライナの政府高官はクリミア橋の崩落への報復攻撃の見方を示している[152]。一連の爆発の被害について、ウクライナ内務省の高官はSNSへの投稿で8人が死亡し24人がけがをしたと明らかにした[159]。ウクライナ軍のザルジニー総司令官は、ロシア軍があわせて75発のミサイルを発射したという分析を明らかにした[160]。
- リビウとテルノピル、フメリニツキー、ジトミル、それに、ドニプロの複数の都市でもミサイル攻撃を受けて、爆発があり[153][155][160]、リビウでは停電が発生し、また、フメリニツキーにおいては、防空システムが作動している[161]。
- ザポリージャでロシア軍が住宅地を再び攻撃した[161]。
- ロシアのプーチン大統領は日本時間の10月10日の夜に、安全保障会議を開催し、クリミア大橋で発生した爆発を「ウクライナ側によるテロ行為だ」を非難した上で「（ロシア時間の）けさ、ロシア軍がウクライナのインフラ施設に大規模な攻撃を開始した。これからもロシアの領土でテロ行為が続けば、その脅威のレベルに応じた規模で厳しく対応していく」として、ウクライナ側を強くけん制した[162]。
- アメリカのバイデン大統領は「米国は、首都キーウを含むウクライナ各地で行われたロシアのミサイル攻撃を強く非難する」した上で「これら攻撃は民間人を殺傷し、軍事目的でない標的を破壊した。プーチン氏のウクライナ市民に対する不当な戦争の完全な残虐性を改めて示している」との声明を出した[163]。
- ウクライナのゼレンスキー大統領は、アメリカのブリンク駐ウクライナ大使と会談を行った[164]。ゼレンスキー大統領はテレグラムへ投稿を行い、「米国はロシアによるウクライナのインフラ施設への攻撃を非難し、ウクライナで行われている戦争犯罪や残虐行為の責任をロシアに問うことにコミットしている」と明らかにした[164]。
- ウクライナ保安局は、「ウクライナの領土保全を侵害した」ことを理由に、前ロシア大統領で国家安全保障会議副議長を務めるメドベージェフをウクライナの刑法110条に基づき、指名手配リストに半年以上にわたって掲載していたことを発表した[165][166]。
- ドイツ政府は日本時間の10月11日21時にG7の緊急首脳会議をオンライン形式で開催することを明らかにした[167]。ドイツのショルツ首相はゼレンスキー大統領と電話会談を行い、改めて、G7の連帯について約束することを伝え、「特に電力や熱供給など、破壊された民間インフラの修復と復旧を支援する」ことを表明した[167]。
- アメリカのバイデン大統領はウクライナのゼレンスキー大統領と電話会談を行い、「高度防空システムなどウクライナの防衛に必要な支援を引き続き供与する」とウクライナに対する支援を約束した[168]。
- ウクライナのエネルギー省はウクライナ国内の「エネルギーインフラがロシアに攻撃された」ことを理由にEUへの電力の輸出を停めることを明らかにした[169]。ウクライナのエネルギー省は「本日、火力発電所と変電所がミサイル攻撃を受け、自国のエネルギーシステムを安定させるため、11日以降の電力輸出の停止を余儀なくされた」との声明を明らかにした[169]。ウクライナのエネルギー相であるハルシチェンコは今回のエネルギーシステムの攻撃について「戦争全般を通じて最大規模」と述べた上で「供給網全体に対するミサイル攻撃は代替供給をできる限り困難にする意図があった」との見方を明らかにした[169]。
- 今回の大規模攻撃について、ウクライナ国防省情報総局は、10月2日から3日にかけて「（ロシア軍が）爆撃機や艦艇の準備が進んでいた」との見解を明らかにした[170]。
- ウクライナのゼレンスキー大統領はビデオでの演説で「ウクライナをおびえさせることはできない」とした上で「（ロシアのプーチン政権は）戦場でわれわれに対抗できず、こうしたテロに頼っている」と批判した[171]。
- イスラエルのラピド首相は、自身のツイッターアカウントにこのミサイル攻撃に関して「市民に対するロシアの攻撃を強く非難する。犠牲者の家族とウクライナ国民に深い哀悼の意を表する」とツイートした[172]。

### 10月11日
- リビウや南部ザポロジエなど複数の都市において、攻撃が続き、ウクライナのメディアでは、このうちザポロジエではミサイルの着弾で住宅や医療施設が破壊される被害が出た[173]。
- ロシアの国防省は「軍事・エネルギー施設に対する「大規模な攻撃を続ける」」ことを明らかにした[173]。
- ウクライナの国営原子力企業であるエネルゴアトムは、10月10日にロシアが占拠したウクライナ南部ザポロジエ（ザポリージャ）原子力発電所の副所長がロシア軍に拘束されたことを明らかにした[174][175]。
- G7主要7カ国の首脳はオンライン会合を行い、ウクライナへの支援を継続することを約束した上で、激化しているロシアによる攻撃を非難した[173][176]。
- ロシアのショイグ国防相とトルコのアカル国防相は電話会談の中で、このウクライナ戦争の停戦について、トルコのアカル国防相が「これ以上人命が失われることを防ぎ、地域の平和と安定を回復するための停戦の重要性を強調した」として、「停戦に関して共通の認識が得られた」ことをトルコの国防省が明らかにしている[177]。
- ロシア南西部にあるベルゴロド州の知事はウクライナ東部のハリコフ州との国境に近いシェベキノの変電所がウクライナ軍の砲撃を受けたことを明らかにし、この影響で、停電が起こり、2000人を超える人々に影響が出ている[178]。
- ウクライナのエネルギー相であるヘルマン・ハルシチェンコはアメリカのCNNに、今回の「ロシアの広範なミサイル攻撃が始まった10日以降、エネルギー関連施設の3割が被弾した」ことを明らかにした[179]。西部リビウ州など10の地域のインフラが被害を受け、大統領府高官によれば、10月11日の時点でおよそ3850の市町村の電気が復旧したものの、およそ100の市町村では停電が継続しているという[179]。

### 10月12日
- 国連総会のウクライナ情勢を協議する緊急特別会合で、ロシアによる東部・南部4州の一方的な併合を違法だとする非難決議案を賛成多数で採択した[180][181][182][183]。また全ての国に対し、ロシアの行動を承認しないよう要請した[180][182]。ロシアの外交的孤立が一段と深まった。決議には193カ国中143カ国が賛成[180]。ロシアのほか、シリア、ニカラグア、北朝鮮、ベラルーシが反対した[180][181][182][183]。中国、インドを含む35カ国は棄権した[180][183]。2022年3月にロシアのウクライナ侵攻の非難決議を採択した際の賛成した141カ国を上回り、今回はアンゴラやモロッコなどアフリカ諸国を中心に賛成票が増えた[183]。国際社会では、いわゆる「ウクライナ疲れ」が指摘されるようになっていた。2022年3月のロシア非難決議の賛成国数（141）を下回る可能性もあると考えていたが、やはり、ロシアに対する不満や反発、抵抗が強い状況に変わりはないとはっきりした形となった[181][182]。国連総会の決議に法的拘束力はないが、採択されれば国際社会としての総意を示す[183]。中国は前回に続き棄権票を投じたが、中国の耿爽次席大使は棄権しながらも「直近の地上戦激化を深く憂慮し、民間人の犠牲や民間施設への損害を非難する」と強く批判する場面もあった[183]。ロシアのネベンジャ国連大使は「（住民投票が実施された）地域の人々はウクライナに戻りたくないと十分な情報を得た上で自由に決めた。投票結果は明確だ」と主張した[183]。
- ロシアの連邦保安庁は、クリミア大橋の爆発に関連し、5人のロシア人に加え、3人のウクライナとアルメニアの市民の身柄を拘束した[184]。
- ウクライナ東部のドネツク州の町アウディーイウカの混雑した市場がロシアの攻撃を受けた[185]。ドネツク州のキリレンコ知事は「多くの人で混雑していた中央市場をロシアが攻撃した」という声明を明らかにした[185]。
- ウクライナを支援している国際移動司法チームがキーウを訪問し、民間人や民間インフラの被害について検証した[186]。国際移動司法チームの首席検事は「エネルギー・通信インフラに広範な攻撃があったとされているが、軍事作戦への影響は最小限のようだ。冬が近づく中、民間人の健康、苦痛、恐怖の蔓延には最大限の影響が出ているとみられる」とした上で「戦争犯罪の可能性があるとして捜査を進めている」と述べた[186]。
- NATO国防相会議で、ウクライナに新たな防空システムを供与することが発表された[187]。ウクライナに対する強固な軍事支援の継続も再確認した[187]。オースティン米国防長官は、ロシアのプーチン大統領によるウクライナ全域での「軍事目標ではない標的」へのミサイル攻撃をについて「全世界はプーチン氏の選んだ戦争の悪意と残酷さを改めて目にした」と非難した[187]。同時に「ウクライナ国民の決意を深め、地球上のあらゆる地域の友好国の結束を強めた」と言明した[187]。ストルテンベルグNATO事務総長は、ロシアのミサイル攻撃は弱さの表れとし、戦場では「ウクライナには勢いがあり、大きな成果を上げている一方、ロシアは民間人や主要インフラに対する無差別攻撃という手段に訴える状況となっている」と述べた[187]。
- ロシアのウシャコフ大統領補佐官は、10月13日に、プーチン大統領がカザフスタンでトルコのエルドアン大統領と会談することを明らかにした上で、エルドアン大統領がこの会談において、「ウクライナ和平に向けた提案」をする可能性が高いと明かした[188]。
- アメリカ軍の制服組トップのミリー統合参謀本部議長は記者会見で「ロシアは民間人を傷つける目的で、意図的に民間インフラを攻撃した」と指摘した上で「ロシアはウクライナの高齢者、女性、子どもをターゲットにしている。民間人を標的とした無差別かつ意図的な攻撃は戦争に関する国際規則における戦争犯罪だ」と述べた[189]。
- ブルームバーグ通信の報道によれば、「ウクライナでのロシアの攻撃がエスカレートしていることに対抗した措置」として、アメリカがロシア製のアルミニウム輸入を全面禁止することを検討していることが明らかになった[190]。これを受けて、ロンドン金属取引所で、アルミ価格が一時7.3％高くなって、1トン2400ドルまで上昇した[190]。
- ロシアの独立系メディア「バージニエ・イストーリー」は、ロシア連邦保安局などの情報機関に加えて、現役将校とOBの話として、ロシア兵の戦死傷者と行方不明者が合わせて9万人に上っているとの見方を示した[191]。

### 10月13日
- ロシア連邦安全保障会議の副書記であるアレクサンドル・ベネディクトフは、ロシア国営のタス通信とのインタビューの中で「ウクライナはこのような措置が間違いなく第3次世界大戦に至ることを意味すると十分認識している」と述べ、ウクライナがNATOに加盟することが、第3次世界大戦を引き起こす可能性があることを明らかにした[192]。
- ウクライナ大統領府のティモシェンコ副長官はテレグラムにキーウ州において、重要なインフラ施設が、いわゆる「神風ドローン」といわれるイラン製ドローン「シャヘド136」の攻撃を受けたことを投稿した[193]。また、キーウ州のクレバ知事は州内の集落において、イラン製ドローンの攻撃を受けたことをテレグラムに投稿した[193]。
- EUの外相にあたるボレル外交安全保障上級代表が、ロシアがウクライナに対して核兵器を使用すれば、ロシア軍が全滅する結果になると発言した[194]。ボレルは「プーチン氏ははったりではないと言っている。確かにはったりを言う余裕はないだろう。明確にしておかなければならないのは、ウクライナを支援する人々、EUとその加盟国、NATOもはったりを言っていないという点だ」と述べた[194]。
- ウクライナ軍とロシア軍のドローンが、空中で一騎打ち対戦している様子を捉えたという動画がインターネット上に公開され、注目を集めている[195]。航空ニュースを伝える「エアロタイム・ハブ」は、この映像は「ドローンによる空対空の戦闘が捉えられた最初の例ではないか」との見方を示した[195]。

### 10月14日
- タジキスタンのラフモン大統領は、カザフスタンの首都アスタナで開かれたロシアと中央アジア5カ国の首脳会議で、プーチン露大統領に対し、「旧ソ連時代のように中央アジア諸国を扱わないでほしい」と述べ、タジクは属国扱いではない対等な国家関係を望んでいると表明した[196]。ロシアが「勢力圏」とみなす旧ソ連諸国の首脳が、公の場でロシアに批判的な発言をするのは異例[196]。ウクライナ侵略を受け、旧ソ連諸国の多くがロシアから一定の距離を置こうとする動きを強めており、ラフモンの発言はそうした傾向の表れである可能性がある[196]。
- また、ベラルーシの独立系軍事監視団体「ガユン」は、この直近の1週間において、ベラルーシ軍からロシア軍に70台近くの戦車が引き渡されたことを指摘していて、ロシア軍が戦車を数多く無くしたことによって、ウクライナの反転攻勢を許した一つの理由となっており、ロシア軍が外国から戦車を補充している可能性があると分析している[197]。
- アメリカのニューヨーク・タイムズはアメリカ政府の報告書を基にして、「米欧の制裁がロシアの防衛産業に損害を与え、露軍は兵器の補給が消費に追いついていない」として、部品の不足に伴い、戦車の修理が思った通りに進行していないとした上で「ロシアの情報機関が米欧の技術を不法に入手するよう命じられている」として、「先端技術の輸出制限で精密兵器の製造も打撃を受け」ていることを伝えている[197]。

### 10月15日
- ウクライナの検察当局は、捜査の対象となっているロシア軍による戦争犯罪が、10月15日の時点で4万233件に上ると発表[198]。
- ベラルーシ国防省は、ロシア軍の部隊がベラルーシに到着したことを明らかにしているが、ベラルーシの独立系軍事監視団体「ガユン」によれば、「合同部隊編成は、ロシアの部分的動員で招集された予備役をベラルーシで訓練するためのカムフラージュの可能性がある」との見方を示している[197]。

### 10月16日
- ウクライナ軍参謀本部によれば、ロシア軍が10月15日に30か所以上で攻撃を受けたことを公表[197]。また、ウクライナ国営の電力会社によれば、キーウ州にあるエネルギー関連施設が攻撃を受けたことを明らかにしている[197]。
- ウクライナの南部のヘルソン州当局によれば、ロシア軍がヘルソン州北部で空爆をしているなど激しい戦闘が継続しているという[197]。
- ザポリージャ州の知事は、SNSに、ロシア軍がザポリージャ州にある2か所の学校を攻撃したことを投稿した[197]。
- ロシア国営のノーボスチ通信が伝えたところによれば、ウクライナ東部のドネツク市を占拠・支配する親ロシア派幹部が、ドネツク市の中心部が、現地時間の朝にウクライナ軍がアメリカ軍から提供した高機動ロケット砲システム「HIMARS（ハイマース）」を用いた砲撃によって、親ロシア派が本拠としているドネツク市役所の庁舎が被害を受け、親ロシア派幹部によれば、男性2人が負傷したという[199]。この砲撃は行政地区のみならず、ドネツク市の中心部の広い範囲に及んだ[199]。

### 10月17日
- キーウの中心部において、複数回の爆発が発生したことを、キーウ市当局が、通信アプリの中で明らかにした[200]。また、AFPの記者は、キーウで現地時間の6時35分と6時45分に爆発音が聞こえたという[201]。大統領府長官のイエルマークは、キーウにドローン攻撃があったことを明らかにしている[200]。さらに、大統領府副長官のイエルマークは、この攻撃に使われたドローンは、イラン製の自爆型ドローンを使って攻撃したという見方を明らかにしている[202]。このドローンの破片には「ベルゴロドのために」というふうに書かれていたという[203]。攻撃を受けたのは、キーウ中心部のシェフチェンキウスキー地区で[204]、この攻撃によって、複数の住宅に対して被害が出たことをキーウのクリチコ市長が通信アプリで明らかにしている[205][206]。また、住宅以外の建物からも出火した[204]。キーウにおいては、現地時間の17日早朝から防空警報が発令されていた[207]。この爆発が発生したのは現地時間8時過ぎで、その1時間前に「一連の爆発」が発生していて、キーウ市の当局によれば、重要なインフラが攻撃を受けたという[203]。
- ロイター通信の報道によれば、ウクライナ東部のドニエプロペトロフスク州でロシア軍によるミサイル攻撃の影響で、エネルギー関連のインフラ施設において、大規模火災が発生[208]。
- ウクライナ原子力企業のエネルゴアトムによれば、ウクライナ南部にあるザポロジエ原子力発電所が、再度外部電源を喪失し、現地時間の未明に非常用ディーゼル発電機が起動したという[209]。
- イギリスの国防省によれば、クリミア橋が爆発による損傷で、ウクライナ南部におけるロシア軍への「補給の問題が深刻化している」ことを指摘している[209]。
- ウクライナ文化情報省が、地元のジャーナリストの話としてフェイスブックに投稿したところによれば、ロシアが一方的に併合を宣言している南部ヘルソン州において、地元オーケストラの首席指揮者であるユーリー・ケルパテンコが「ロシアへの協力を拒否」したため、自宅において、ロシア軍によって射殺された[210]。ロシア側はヘルソン州において、「平和的な生活の回復」をアピールするために、10月1日の「国際音楽の日」に地元のオーケストラによるコンサートを開催することを計画していたが、ユーリー・ケルパテンコは「占領者への協力を断固拒否した」と述べていた[210]。
- EU外相会議がルクセンブルクで開かれ、EU加盟国がウクライナ軍兵士1万5千人に訓練を実施することで合意した[211]。EUとウクライナの連携が一層深まることとなる[211]。また、ウクライナへの軍事支援を5億ユーロ（約720億円）増額することを決め、EUからのウクライナへの軍事支援は今回分を含め総額31億ユーロとなる[211]。
- 10月15日から日本を訪れているウクライナの議会にあたる最高会議の議員団が、国会内で超党派の日本の国会議員連盟と面会した[212][213]。ウクライナの議員団は日本の支援に謝意を表明し、「早期に勝利しても、戦後の復興という課題が残っている」と協力を求めた[213]。日本側は、「独立を守り抜き、平和を成し遂げてほしい」と支援を約束した[213]。
- NATOが核抑止に焦点を当てた年次軍事演習「ステッドファスト・ヌーン」を開始した[214]。NATOのストルテンベルグ事務総長は、演習についてウクライナ侵攻前から計画されていたと指摘[214]。「NATOの核戦力の安全性や確実性、効果を維持するための年に1度の定期的な演習だ」と説明している[214]。

### 10月18日
- ウクライナ側は首都キーウの「発電施設」が攻撃を受けたことを明らかにした上で、ウクライナ大統領府の副長官であるキリロ・ティモシェンコはソーシャルメディアに対して、「現時点でドニエプル川西岸の発電施設に3発の攻撃があったことが分かっている」ことを投稿している[215]。
- ウクライナのゼレンスキー大統領は、ツイッターに10月10日以降にウクライナの国内の発電所の30％が破壊されたことをツイートした上で、この攻撃で、ウクライナの各地で、大規模な停電が発生していることを指摘した[216]。これより先に、ゼレンスキー大統領は、通信アプリの「テレグラム」に「市場や公園など「明らかに平和的な施設」が狙われている」ことを指摘した上で、「責任は必ず追及されなければならない」ことを訴えている[217]。
- ロイター通信が伝えたところによれば、ウクライナのクレバ外相は、イランを非難した上でロシアに自爆型無人機（ドローン）を提供しているとして、ゼレンスキー大統領にイランとの国交断絶を提案したという[218]。
- ロイター通信が複数のイラン高官の話を引用して伝えたところによれば、ロシアの求めに応じ、無人機（ドローン）を追加に供与すると共に、弾道ミサイル「ファテフ」や「ゾルファガール」についても提供を行うことだという[218]。
- ウクライナの国営の通信社であるウクルインフォルムによれば、ウクライナ国防省のキリロ・ブダノフ情報総局長はインタビューの中で「戦争は来夏（2023年の夏）までにすべて終わるだろう」との見通しを明らかにした上で、ウクライナの南部のヘルソン州を念頭にして、「今年（2022年）の年末までに、我々は大きな進展を遂げる。すぐにわかるだろう」と強調した上で、「（クリミア半島を含む）1991年の国境線まで到達することがなによりも重要だ」と述べた[219]。さらに、キリロ・ブダノフ情報総局長は「一部の地域がロシアから分離するだろう」と指摘した上で、コーカサス地方から始まるという考えを示したうえで、「ロシアには領土問題がたくさんある。ロシア連邦の『連邦』は、ただの名前にしか過ぎない。政権が崩壊したとたんに、すべて崩壊する」と述べている[219]。
- 国連のウクライナに関する独立調査委員会は、ロシアによるウクライナ侵攻の初期に発生した「数多くの戦争犯罪や人権侵害、国際人道法違反」は「大部分はロシアに責任がある」と指摘した報告書を明らかにした上で、ウクライナ軍にも「戦争犯罪と見なされる人道法違反があった」と指摘している[220]。
- ロシア軍のセルゲイ・スロビキン総司令官が、ヘルソン州でウクライナ軍の攻勢により「困難な状況」が発生しているとし、状況次第では「容易ではない決断」も排除しないと述べた[221]。報道陣への発表をタス通信が伝えた[221]。ヘルソン州の少なくとも一部地域を放棄する可能性を示唆した形とみられている[221]。

### 10月19日
- プーチン大統領が、ロシアが併合したウクライナ東・南部4州に戒厳令を導入する大統領令に署名[222]。厳戒令により居住者の移動の自由などを制限し、ロシア軍による統治体制を強化する[222]。ウクライナの攻撃激化に伴い、戦時体制への備えを進める狙いとみられている[222]。

### 10月20日
- ウクライナのゼレンスキー大統領は、欧州連合首脳会議に向けたビデオメッセージの中で、「ロシアはEU域内への新たな移民の波を引き起こそうとしている」とした上で「ウクライナのエネルギー施設に対するロシアのテロ行為は、この秋と冬に電力と暖房を巡る問題を最大限作り出し、ウクライナから欧州諸国に多くの移民が流入するように仕向けることを目的としている」と述べた[223]。
- アメリカ国務省のプライス報道官は、ロシアがウクライナにおいて、イラン製の無人機（ドローン）を使用していると断定した上で、「クリミアを拠点とするロシア軍兵士がイラン製無人機を操縦し、数日にわたるキーウ（キエフ）攻撃を含めウクライナ全土に攻撃を実施したと確認した」として「イラン軍兵士がクリミアに現地入りし、ロシアの作戦を支援した」という風に分析している[224]。
- ロシアのインタファクス通信が裁判所高官の話として伝えたところによれば、ロシアの裁判所は、国営テレビの生放送中に抗議を行ったかつての番組編集者のマリーナ・オフシャンニコワの逮捕を命令したという[225]。
- EU議長国であるチェコがSNSで明らかにしたところによれば、欧州連合の加盟国はイランがロシアにドローンを供給したことを理由に、関係者らに対して、EU域内の資産を凍結するなどの追加の制裁を行うことで合意した[226]。

### 10月21日
- ロシア当局は、「ロシア空軍がウクライナ南部ヘルソン州の武器庫を破壊した」ことを明らかにした上で、ウクライナのゼレンスキー大統領が主張しているダムの爆破計画については否定している[227]。
- ウクライナのエネルギー相であるハルシチェンコはロイター通信のインタビューで「10月10日以降のロシア軍の攻撃により、ウクライナの火力発電能力の少なくとも半分が失われ、被害額は数十億ドルに上る」ことを明らかにした上で、「ロシア軍の攻撃はウクライナのエネルギーシステムの破壊を意図しており、ウクライナの電力インフラ全体の30-40％が攻撃された」とも述べており、被害の規模については、「少なくとも火力発電能力の半分か、それ以上だ」と明らかにした[228]。
- ウクライナのゼレンスキー大統領は「ロシア軍が南部ヘルソン州にある大型ダム「ノバ・カホフカ」に爆薬を仕掛け、爆破を計画している」ことを明らかにした上で、「ロシアの新たなテロ攻撃を防ぐために、世界中の誰もが強力かつ迅速な行動を取る必要がある。ダムを破壊すれば大規模な災害を引き起こす」とも訴えており、もし、ダムが爆破されると「大量破壊兵器の使用と同様と見なされ」るため、「ロシアが核や化学兵器を使用した場合と同様の重大な結果につながる」ということを明確にした方がいいと西側諸国に対して呼びかけている[229]。
- アメリカのブリンケン国務長官は、「ロシアがウクライナ侵攻を終了させることに関心を持っている証拠はなく、むしろ反対の方向に向け進んでいる」との認識を示したうえで「何らかのきっかけを得られれば、米政府はロシアとの外交を進めるためにあらゆる手段を検討する」とも述べている[230]。

### 10月22日
- アメリカのシンクタンクである「戦争研究所」はウクライナの南部であるヘルソン州を占拠していたロシア軍がヘルソン州の西部から「撤退を始めた」という見方を示したうえで、「ロシア軍は州都ヘルソンがあるドニプロ川の西岸から東岸へ、弾薬や装備、部隊を頻繁にフェリーで移動させている」とした[231]。一方で、ウクライナ軍は、「ロシア軍がドニプロ川を渡る際、攻撃されるリスクを抑えるためにウクライナの民間人を「人間の盾」にしていると、主張している」という[231]。
- ヘルソン市のロシア占領当局が、ウクライナ軍の進軍による緊迫した情勢を理由に、市民に直ちに退避するよう勧告した[232]。

### 10月23日
- ロシアのショイグ国防相が、アメリカのオースティン国防長官をはじめ、NATOに加盟する一部の国の国防トップと相次いで電話会談を行った[233]。ショイグ国防相は、このうち、フランス、トルコ、イギリスの国防相との会談の中で、ウクライナ側が放射性物質をまき散らす爆弾、いわゆる「汚い爆弾」を使用する可能性について一方的に懸念を表明した[233]。これを受け、同日、アメリカ国務省が、アメリカとイギリス、それにフランスの3か国の外相による共同声明を発表[233]。この中ではショイグ国防相が放射性物質をまき散らす爆弾、いわゆる「汚い爆弾」をウクライナが使用する可能性に一方的に懸念を表明したことについて「われわれは見え透いた虚偽の主張は受け入れられないと明確にした」とした[233]。また、そのうえで「世界は、事態を悪化させる口実にこのような主張を利用するいかなる試みも見抜くだろう」としてロシア側をけん制した[233]。
- ウクライナの治安機関「ウクライナ保安庁」（SBU)が、ロシアに軍事装備を違法に供給したとして、ウクライナの世界的航空エンジン企業「モトール・シーチ」トップのボグスラエフと同社幹部を反逆罪で拘束したと発表した[234]。「東アジアや中東、欧州に供給する」との名目で、モトール・シーチの戦闘ヘリ用エンジンをロシアに輸出していたとみられている[234]。モトール・シーチを巡っては、50％を超す株式が中国企業に取得されていたことが2020年までに発覚し、中国による軍事技術の取得を警戒するアメリカは中国企業に制裁を発動している[234]。ウクライナも2021年3月、中国による買収を阻止するため、モトール・シーチを国有化していた[234]。
- ウクライナ軍参謀本部が戦況報告で、ヘルソン州のノバカホウカで、ロシア兵約150人を負傷させ、六つの軍事装備などを破壊したと発表[235]。

### 10月24日
- ロシアの国営メディア・RTが放送した番組内で司会者が「ウクライナの子供達を溺死させるか焼き殺す必要がある」と発言、これを問題視したウクライナのクレバ外相は「全世界でRTを禁止せよ」と呼びかける事態に発展、同局は問題の司会者を解雇して謝罪した。RTのシモニャン編集長は「ウクライナの子供たち、ドンバスの子供たち、その他の子供たちのために、一刻も早く全てが終わり彼らに再び平和が、彼らが母国語と考える言語で生活と勉強ができるよう願っている」と述べている[236]。
- アメリカ軍制服組トップのマーク・ミリー統合参謀本部議長が、ロシア軍制服組トップワレリー・ゲラシモフ参謀総長、ウクライナ軍ヴァレリー・ザルジニー総司令官とそれぞれ電話会談を行った[237]。ゲラシモフ参謀総長との会話では、安全保障に関する複数の懸念事項を話し合い、連絡を保ち続けることで合意した[237]。ザルジニー総司令官との会話では、継続中のロシア軍によるウクライナ侵攻について話し合い、展望と評価を共有した[237]。ウクライナの主権と領土の一体性に対する支持は揺るぎないものであると改めて明言した[237]。
- イギリス国防省が、ウクライナに侵攻しているロシアがイラン製無人機（ドローン）を使った攻撃を全土で継続しているとの分析を発表した[238]。無人機は自爆型のイラン製「シャヘド136」で、戦闘の長期化で不足しているロシア製の高精度兵器の代替として投入されているみられている[238]。また、同省はウクライナ軍による迎撃はおおむね成功しているとの見方も示した[238]。
- イランのアミールアブドッラーヒヤーン外相が、「イラン製ドローンがウクライナ戦争で使用されていることが証明されれば、イランは無関心ではいられなくなる」と述べた[239]。ただ、イランとロシアの防衛協力は継続すると語った[239]。
- ゼレンスキー大統領は、イスラエルメディア「ハアレツ」が主催した会合で、事前録画された動画を通じて発言した[240]。イラン製ドローンによる被害を訴え、さらに「残念ながらウクライナはイスラエルの防空システム「アイアンドーム」は保有していない」と語り、ウクライナには空を守ることができる近代的で効果的な防空・ミサイル防衛システムが配備できておらず、だからこそ、ロシアは空中でのテロ行為で地上での敗北を補おうとしているとの見方を示した[240]。
- ヘルソン州の親ロシア当局が、一部の地元住民による民兵部隊を組織していると明らかにした[241]。地元の男性が自らの意志でヘルソンに残ることを決めた場合、領土防衛部隊に参加する「機会」があるとテレグラムで告知した[241]。ドネツク州などのウクライナの他の占領地域では、これまでに男性が親ロシア派部隊に加わるよう強制されたことがあり懸念が広がっている[241]。また、支配地域の民間人に占領国の軍隊への加入を強制することは、ジュネーブ条約に抵触するとされている[241]。
- ウクライナの情報当局トップであるキリロ・ブダノフ情報総局長が、ヘルソン市について、ロシア軍が撤退の準備をしているとしてきた従来の見解を変え、ロシア軍が兵士を追加派遣しており、道路で「防衛戦」の準備を進めているとした[242]。アメリカのシンクタンク「戦争研究所」も同様の見方をしており、同日ヘルソンでの戦況について、ロシア軍が中心都市ヘルソンでウクライナ軍との戦闘に向けた準備をしている可能性が高いと指摘した[243]。今後数週間にわたる激しい防衛戦が行われる見方がでている[243]。
- ルーマニアでクラウス・ヨハニス大統領に「ロシアとの交渉を示唆した」として批判を受けていたヴァシレ・ディンク国防相が、辞表を提出した[242]。ルーマニアは、過去に周辺国から侵略されてきた歴史を持つことから、ロシアの脅威に敏感であり、ポーランドに次ぐ規模のNATO軍とアメリカ軍部隊の計5000人を自国に受け入れている[244]。

### 10月25日
- 10月25日に就任したイギリスのリシ・スナク首相が、ウクライナのゼレンスキー大統領が電話会談を行い、スナク首相は「ロシアの侵攻に対応するため、引き続き全面支援をする」と表明[245]。
- 国連の安全保障理事会の緊急会合が開かれ、ロシアは「汚い爆弾」を使用する計画をウクライナ側が持っていると主張した[245]。イギリスのカリウキ国連次席大使は「ロシアから証拠は示されなかった。ロシアによるあからさまな虚偽の主張で、われわれがこれまで何度もみてきたものだ」と述べ、ノルウェーの国連代表部もツイッターに「ロシアは証拠のない主張を広めるべきではない」と投稿するなど、欧米各国は「汚い爆弾」をめぐるロシアの主張は虚偽の情報だと非難している[245]。
- アメリカのバイデン大統領が、ロシアが「汚い爆弾」や核兵器を使用する可能性があると考えるかどうか記者団から問われ、「これだけは言っておきたい。戦術核兵器を使用すれば、考えられないほどの重大な過ちを犯すことを意味する」と述べ、ロシアを警告した[245]。一方で「汚い爆弾」をウクライナ側が使用する可能性についてロシアが一方的に懸念を表明していることが、ウクライナ側から攻撃を受けたかのように装って攻撃の口実を得る「偽旗作戦」につながるかどうかについては「わからない」と述べるにとどめた[245]。
- アメリカ国防総省のライダー報道官が記者会見で、ロシアが定期的に行っている核軍事演習「グロム」を実施すると、アメリカ側に通知があったと明らかにした[246]。演習にはミサイル発射実験などが含まれ、双方の誤解のリスクを減らすため、米ロ間には条約上の通知義務がある[246]。
- ロシアのプーチン大統領が、同月19日に署名した大統領令で設置を命じた、対ウクライナ戦への軍需物資供給のための「調整会議」に初出席し、地方政府を含む各機関に連携を命令[247]。

### 10月26日
- ロシアのショイグ国防相が、中国の魏鳳和国防相、インドのシン国防相とそれぞれ電話会談を行い、この中でショイグ国防相は、ウクライナ側が「汚い爆弾」を使用する可能性について一方的に懸念を表明した[245]。
- プーチン大統領が、旧ソビエト諸国の治安機関のトップによる会議にオンラインで出席し、「ウクライナ側が『汚い爆弾』を挑発として利用する計画は知られたところだ」と述べ、「汚い爆弾」をウクライナ側が使用する可能性があるとするこれまでのロシア側の主張を繰り返した[245]。また、ウクライナについて「この国は実質的に主権を失いアメリカから直接、支配されている」と主張した[245]。
- ロシア大統領府が核戦力を運用する陸海空軍部隊による核弾頭搭載可能なミサイルの発射演習などを含む定例核軍事演習「グロム」を実施したと発表した[248][249]。
- アメリカのブリンケン国務長官が、ロシアの対ウクライナ戦争で核兵器が使用された場合の結果について、ロシアのプーチン大統領に直接伝えていると明らかにした[250]。ブリンケン国務長官はブルームバーグのイベントで、「我々はロシア側、プーチン大統領に直接、そして非常に明確に、その結果について伝えた」と語った[250]。
- ロシアのアンドレイ・ケリン駐イギリス大使が、ロンドンでCNNの取材に答え「ロシアは核兵器を使わない。論外だ」と述べた[251]。

### 10月27日
- プーチン大統領が国内外の有識者を集めたワルダイ（バルダイ）会議で3時間にわたり質疑に応じ、対ウクライナ戦について以下のように語った[252][253]。(1)核兵器の使用を「ロシアが言及したことはない」が、核兵器が存在する限り使用の危険性は常にあり、ロシアの軍事ドクトリンでは「主権や領土保全、国民の安全のためには使用できる」(2)「汚い爆弾」をロシアが使うのは「政治的にも軍事的にも意味はない」が、ウクライナ側の製造場所は「大体わかっている」(3)ロシアとウクライナは基本的に同一であり内戦という面もあり、ウクライナの主権や領土を保全できるのはロシアだけである(4)西側諸国はウクライナのほか、台湾周辺でも挑発行為をしており、ロシアと中国の関係は前例のない高い水準にある。
- アメリカのオースティン国防長官が、ロシアが実施している核戦力運用部隊による定例の大規模演習「グロム」について、実際の配備のための偽装である可能性を示すものはないと述べた[254]。オースティン国防長官は記者団に対し「現時点では、グロムが何らかの偽装活動だと思わせるものは何も出ていない」と述べた[254]。
- ウクライナ大統領府のオレクシイ・アレストビッチ顧問がYouTubeの番組で、勝利の条件として、1991年の独立時に国際的に承認された（クリミア半島を含む）領土の全面解放、ロシアによる戦争犯罪人の引き渡しと賠償金支払い、プーチン大統領の退任を挙げた[255]。

### 10月31日
- キーウ市内で複数の爆発音が確認され、ウクライナ軍関係者は通信アプリで「キーウ州内でミサイルによる攻撃があった」と明らかにした[256]。キーウ市のクリチコ市長によれば、キーウ市の一部の地域で水道の供給が停止したほか、停電が発生しているという[256]。また、東部のハリコフ州や南部のザポロジエ州などでも攻撃を受け、電力供給などが一部で止まった[256]。今回の攻撃について、ウクライナ内務相の顧問はSNSにおいて「露軍が約40発のミサイルを発射した」ことを明らかにしている[257]。

## 2022年11月

### 11月3日
- ウクライナ軍のヴァレリー・ザルジニー総司令官がロシア侵攻を始めた2月から10月の約8カ月で、ロシア軍の航空機計278機を破壊したと明らかにした[258]。旧ソ連は約10年に及んだアフガニスタン侵攻で118機を失ったとし「アフガンの倍だ」と述べた[258]。

### 11月4日
- プーチン大統領がヘルソン州の州都ヘルソン市一帯の情勢に関し、「住民は最も危険な戦闘地帯から避難する必要がある」と述べた[259]。反転攻勢を強めるウクライナ軍に対し、ロシア軍が苦戦していることを初めて認めたと受けとめられている[259]。

### 11月5日
- イランのアミールアブドッラーヒヤーン外相が、ロシアへのドローン供与について「限定的な数のドローンをウクライナでの戦争が始まる数カ月前に提供した」と述べ、イランとして初めて公に認めた[260]。イランはこれまで「ウクライナで使用される武器をロシアに供与していない」という言い回しで、供与の有無についてあいまいな態度を取っていた[260]。
- ウクライナ軍のナタリア・グメニュク報道官が、ロシア軍がヘルソン州から撤退すると見せかけ、ウクライナ側の部隊を市街戦におびき出そうとしていると主張した[261]。
- イランのアミールアブドッラーヒヤーン外相が、イランとして初めてロシアにドローンを提供していることを公式に認めたことを受けて、日本の松野博一官房長官は、午前の記者会見で「強く非難する。イラン製ドローンによるとされるロシアの攻撃により、ウクライナ各地で多くの市民が犠牲となっていることを極めて深刻に受け止めている」と述べた[262]。

### 11月6日
- ウクライナのゼレンスキー大統領は6日夜に配信した国民向けのビデオ演説で、イランがロシアに自爆型ドローンを提供したとして、イランによる対露支援を改めて非難、「イランによるロシアのテロ行為への加担は必ず断罪されねばならない」と述べた[263]。ゼレンスキー大統領は同日もイラン製ドローンによる攻撃で、「残念ながら被害が発生した」と指摘[263]。イランがロシアにドローンを供給しなければ「世界はより平和な状況に近づいていた」として、「ロシアによる戦争の長期化を支援したものは、その結果に対する責任を負わねばならない」と強調した[263]。その上で、イランが「まだうそをついている」とし、アミールアブドッラーヒヤーン外相の「限られた数を供与した」との主張に対し、「毎日少なくとも10機のイランのドローンを撃墜している」と指摘した[264]。さらに、「イランの要員がロシアのテロリストにドローンの使い方を教えていたのは確かだ」とし、「イランはそれについて沈黙している」と批判した[264]。
- アメリカの研究グループ「38ノース」が、北朝鮮がロシアに武器を輸出している疑いが持たれていた中、北朝鮮からロシア側に運行される3両編成の列車を確認したと発表した。北朝鮮とロシアの間の列車は新型コロナウイルス感染症の影響で2020年からは運行がされていなかった。国営のロシア通信は同月4日、北朝鮮にあるロシア大使館の話として、ロシアが北朝鮮から衣類や靴などの輸入に非常に関心を持っていると伝えていた。戦地で兵士の装備品などが不足しており、兵士の服や靴である可能性が伝えられた[265]。

### 11月7日
- ウクライナのレズニコフ国防相が、自身のSNS上の投稿で、アメリカが約束していた地対空ミサイルシステム「NASAMS」がウクライナに到着したことを明らかにした[266]。
- ウクライナのシュミハリ首相、レズニコフ国防相、オレクシー・ダニーロフ国家安全保障・国防会議書記が記者会見し、開戦時に施行された戦時体制法に基づき、モトール・シーチなど戦略的企業5社をウクライナ国防省管理下に接収したと発表[267]。

### 11月8日
- 北朝鮮からロシアへの兵器供与を否定する北朝鮮国防省軍事対外事業局副局長名の7日付談話を、朝鮮中央通信が報道[268]。

### 11月9日
- ロシアのプーチン大統領が、対ロシア経済制裁を実施する「非友好国」の企業などが、ロシア国内で展開している資源開発関連の合弁企業や現地法人など191社を対象に、株式譲渡や売買を禁止する大統領令に署名[269]。

### 11月10日
- アメリカ政府が、ウクライナに対して移動式の防空システム「アベンジャーシステム」4基や防空用の地対空ミサイル「ホーク」など、計4億ドル(約560億円)相当の追加の軍事支援を行うと発表した[270]。

### 11月11日
- 松野博一官房長官は11日の記者会見で戦闘に参加していた日本人の20代男性が9日に死亡したと明らかにした。ウクライナ侵攻をめぐっては日本人の犠牲者は初となる[271]。
- ロシア国防省が、へルソン州の州都ヘルソンを含むドニエプル川西岸地域から部隊の撤退を完了したと主張した[272][273]。同日、ウクライナのゼレンスキー大統領もウクライナ軍の特殊部隊がヘルソン市内に入ったと明らかにした[272][273]。ロシアのプーチン大統領にとっては侵攻開始以降で最大規模の後退となる[274]。

### 11月16日
- 所属不明のミサイルがポーランド領プシェヴォドゥフに着弾して2名が死亡し、同国のマテウシュ・モラヴィエツキ首相は緊急閣僚会議を召集した[275]。
- 米ホワイトハウスによると、インドネシア滞在中のアメリカのバイデン大統領はポーランドのアンジェイ・ドゥダ大統領と16日に電話会談した。 ロイター通信によると、NATO加盟国のエストニアのレインサル外相は報道を受け「（ポーランドへの着弾は）きわめて深刻な事件だ」と非難した。「NATOは領土の隅々まで守る」と強調した。NATOのストルテンベルグ事務総長は15日、自身のツイッターで、ドゥダ大統領と協議したと明らかにした上で「NATOは状況を注視しており、同盟国と緊密に協議している」と述べた上で「すべての事実が確立されることが重要だ」とし、状況の把握に努める考えを示した[276]。
- ポーランド外務省は15日「プシェボドゥフに『ロシア製ミサイル』が落下してポーランド国民2名が死亡した。この事件に関連してロシア大使を外務省に召喚、直ちに詳細な説明を行うよう要求した」と発表、着弾したミサイルの所有者を「ロシア製ミサイル」とぼかしているもののポーランド政府は、「NATO第4条に基づく手続きを開始する根拠があるか確認することにした」と発表した[277]。

### 11月26日
- 欧州議会がロシアを「テロ支援国家」に認定する決議を採択（賛成494票、反対58票、棄権44票）[278]。

- ベラルーシのウラジーミル・マケイ外相が急死[279]。ウクライナの内務相顧問は同日、SNSでマケイについて「ロシアの影響下にない数少ない人物だった」と指摘し、死因に強い関心を示した[280]。

### 11月29日
- ルーマニアの首都ブカレストで始まったNATO加盟国外相会議は、電力などインフラの攻撃を受けているウクライナの越冬を支援することを共同で声明[281]。

## 2022年12月

### 12月5日
- ロシア国防省は、戦略爆撃機の拠点となっていたモスクワの南東約200キロメートルにあるジャーギレボ軍用飛行場（リャザン州）と、エンゲルス軍用飛行場（サラトフ州）が、ウクライナ軍の無人機により攻撃されたと発表した[282]。同日、ウクライナ政府高官も、米紙『ニューヨーク・タイムズ』の取材に、ウクライナ軍による攻撃と述べており、ロシアのウクライナ侵略開始後、ウクライナ軍がロシア領内深くに攻撃した初めてのケースとみられる[282]。両飛行場の軍用機はウクライナへの巡航ミサイルの発射に使用されているとされており、同日、アメリカのシンクタンク「戦争研究所」は、「ロシアの空軍基地への攻撃は、ウクライナ軍が行った可能性が高い。ロシア軍がウクライナのインフラ施設を攻撃しているのに対し、ウクライナ軍がこれを妨害できる能力を示している」として、ロシア軍が繰り返すエネルギーなどインフラ施設を標的とした、ミサイル攻撃を防ぐねらいだと指摘した[283]。

### 12月7日
- 米誌『タイム』がパーソン・オブ・ザ・イヤー（今年の人）に、ゼレンスキー大統領と「ウクライナの精神」を選び、対露戦への支援で「世界中に行動の波を起こした」と讃えた[284]。

### 12月8日
- アメリカのバイデン大統領は、2022年2月に大麻オイルを所持していたとしてモスクワのシェレメーチエヴォ国際空港で拘束され、薬物密輸などの罪で禁錮9年の実刑判決を受けたアメリカ女子バスケットボールのブリトニー・グライナー選手が解放されたと発表した[285][286]。ロシア外務省も同日、解放を発表した。武器密輸に関与した罪で米国で収監中だったロシアの武器商人ビクトル・ボウト氏も釈放され、アラブ首長国連邦の空港で2人の身柄が交換された[285][286]。

### 12月9日
- イギリスBBC放送ロシア語版が、ウクライナ侵攻で死亡したロシア兵1万2人の名前を確認したと報じた[287]。うち約400人は2022年9月の部分動員令による招集兵だったという[287]。ロシアの独立系メディア「メディアゾーナ」などと合同で、ロシア各地の墓地や記念碑を調査し裏付けた結果としており、確認できた死者数は、実際の死者の4～6割程度と推定した[287]。

### 12月12日
- 日本の今年の漢字に「戦」が選ばれ、理由の一つにロシアのウクライナ侵攻が挙げられた[288]。
- アメリカ軍の高官は、「ウクライナへの侵略を続けるロシア軍の砲弾やロケット弾の在庫が減少し、2023年初頭にも枯渇する公算が大きい」という分析を示した[289]。

### 12月13日
- ウクライナ軍は、ロシアが一方的に併合したウクライナ南部ザポロジエ州において、「メリトポリを含む複数のロシア軍拠点を過去数日の間に破壊した」ことを明らかにした[290]。このメリトポリという地域はロシア軍の物流拠点とされ、ロシアが支配下にしている南部クリミア半島へのいわば「玄関口」とされる[290]。
- ベラルーシ国防省が、ルカシェンコ大統領の指示により、ベラルーシ軍の「緊急の戦闘準備点検」を開始したと発表した[291]。ウクライナ軍の注意をベラルーシ方面に引き付けるためのロシアと連携した陽動戦術の一環だとする見方が強いが、同日、ウクライナ国家安全保障防衛会議のダニロフ書記が「仮にベラルーシが侵略に加わる場合でも、われわれはあらゆる備えができている」と指摘するなど、ウクライナ側は警戒を緩めていないとされる[291]。
- イギリス国防省は、12月13日までにロシアが侵攻後に制圧した地域の54%をウクライナが奪還したとの分析を発表した[292]。

### 12月14日
- ウクライナの首都キーウにおいて、未明に複数の爆発音が聞こえたという[293]。これは、キーウ市内にある2つの行政機関の建物を狙ったもの[293]。また、この攻撃は無人機によるもので、キーウ市のビタリ・クリチコ市長は「市内のシェフチェンコ地区で爆発があった。（救急）隊員が現場に向かっている」と、SNSに投稿した[294]。また、キーウ市とその近郊で、「防空部隊がイラン製無人機「シャヘド」10機を撃墜した」という[294]。
- ウクライナ最高会議の人権委員会は14日の記者会見で、東部ヘルソンなどロシア軍から奪還した地域で、子供用の拷問部屋が10か所見つかったと表明した[295]。地元住民や被害者の証言などから存在が明らかになり、露軍に抵抗した子供が拷問の対象になったとみられる[295]。

### 12月19日
- 英国やバルト三国などが、NATOを補完する合ため構成している合同遠征軍（JEF）に参加している欧州10カ国がラトビアの首都リガで会合を開き、ロシアが侵略を続ける限り和平交渉を支持しないことで合意した[296]。

### 12月21日
- ゼレンスキー大統領が訪米のため、ウクライナを出国した[297]。ゼレンスキー大統領が自国を離れたのはロシアのウクライナ侵攻が始まって以降初となる[297]。
- アメリカでゼレンスキー大統領とバイデン大統領が会談し、バイデン大統領は地対空ミサイル「パトリオット」を含む総額18億5000万ドル（当時レートで2400億円）規模の追加支援を伝えた[298]。同日、連邦議会でゼレンスキー大統領が演説し、アメリカのウクライナ支援は「世界の安全保障と民主主義への投資だ」と訴えた[298]。
- ウクライナ東部の主要都市ドネツクで、ロシアのロシア連邦政府元副首相であるドミトリー・ロゴージンと親ロシア派「ドネツク人民共和国」政府のビタリー・ホツェンコ首相がウクライナ軍の砲撃を受けて負傷した[299]。

### 12月22日
- ロシアがウクライナ南部ヘルソン州の支配地域に置く占領当局が、ヘルソン州リュビモフカでシュテパ首長の乗った自動車が爆発し、シュテパ氏が死亡したと発表した[300]。占領当局は「ウクライナによるテロ」と主張している[300]。シュテパ氏が死亡したヘルソン州リュビモフカは、ロシア占領下にあるヘルソン州のドニエプル川東岸地域にあり、要衝ノバヤ・カホフカに近い[300]。2022年11月に州都ヘルソンを含むドニエプル川の西岸地域を奪還したウクライナ軍が将来的な東岸地域の奪還に向け、破壊工作を進めている可能性がある[300]。

### 12月25日
- ウクライナ軍参謀本部は25日の発表で、ヘルソン州にあるロシア軍司令部を攻撃したことを明らかにし、会議中の露軍将校ら約70人が負傷し、死者も出ているとの見方を示した[301]。
- プーチン大統領は、国営テレビ「ロシア１」に対して、ロシアはウクライナ戦争に関わる全ての当事者と交渉する用意があるが、ウクライナとその西側の支援者が交渉に関与することを拒否していると主張した[302]。

### 12月28日
- ウクライナ軍高官が、ロシア軍の占領下にあるルガンスク州の要衝クレミンナからロシア軍司令部がルビージュネに撤退し、クレミンナの奪還が近づいているとの認識を示した[303]。米シンクタンク「戦争研究所」などもクレミンナ方面でウクライナ軍が優勢だとする見方を示したほか、ロシア側も同方面の戦況が「緊迫している」と認めた[303]。